# Pasmo Sowińca

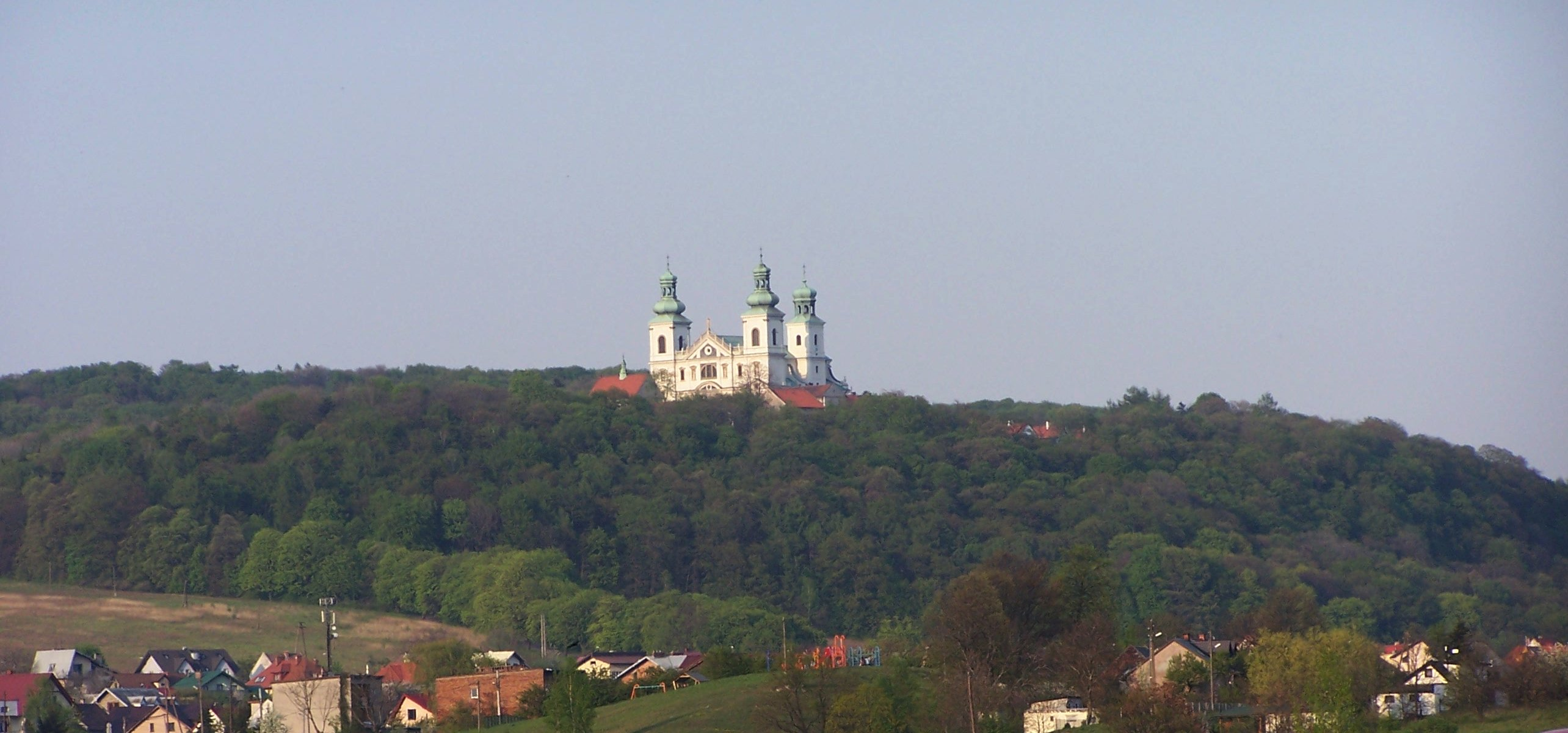
Pasmo Sowińca od południowej strony i Klasztor Kamedułów

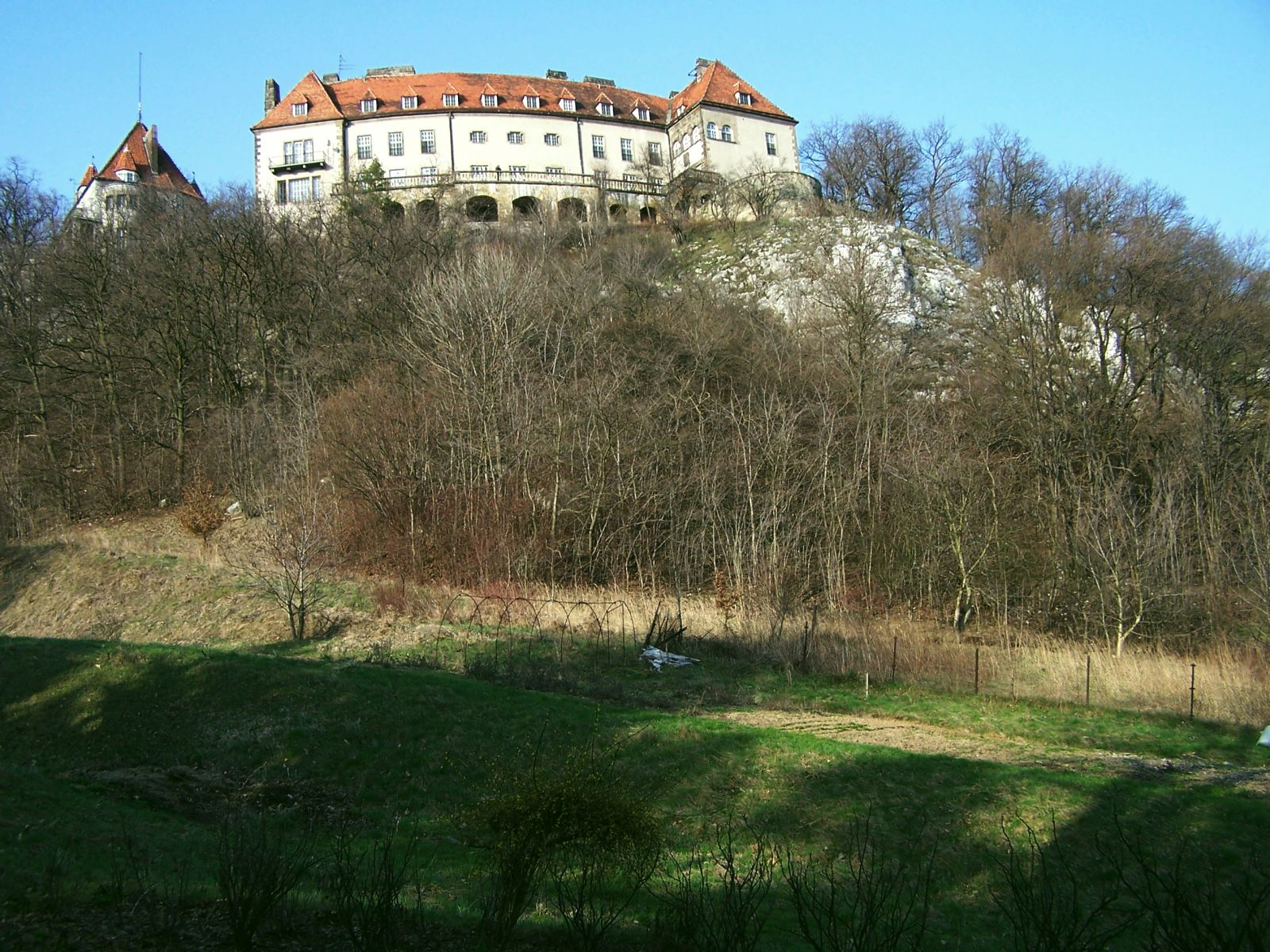
Fragment Pasma Sowińca

Pasmo Sowińca – pasmo wzniesień pomiędzy Wisłą a Rudawą ciągnące się do Obniżenia Cholerzyńskiego, w większości położone w granicach Krakowa, w jego zachodniej części.
Jest to izolowany zrąb tektoniczny w obrębie Bramy Krakowskiej, upadający uskokami do Obniżenia Cholerzyńskiego (od wschodu) i do dolin Wisły (od południa) oraz Rudawy (od północy). Jest on przedłużeniem Garbu Tenczyńskiego.
Pasmo składa się z dwóch masywów Sowińca i dwuwierzchołkowego wzgórza ze szczytami Sikornik i Góra św. Bronisławy, rozdzielonych szeroką Przegorzalską Przełęczą. Najwyższe wzgórza znajdują się w zachodniej części, są to:
- Sowiniec – 358 m
- Pustelnik – 352 m
- Ostra Góra – 341 m
- Srebrna Góra – 326 m[2].

Pasmo Sowińca w znacznej części porośnięte jest lasem (Las Wolski), pełniąc funkcje rekreacyjne dla krakowian. Stosunkowo duże różnice wysokości względnych sprawiają, że rzeźba terenu jest bardzo urozmaicona. Stoki porozcinane są głęboko wciętymi wąwozami i parowami (od południa: Skowronków Dół, Wroni Dół, Łupany Dół; od zach.: Mokry Dół; od północy: Zielony Dół, Wolski Dół; od wschodu: Poniedziałkowy Dół, Wilczy Dół, i inne już mniejsze), o łagodniejszych zboczach w górnych partiach. Na zboczach spotyka się liczne jurajskie skałki wapienne. Najbardziej znane objęte są ochroną jako rezerwaty przyrody:
- Bielańskie Skałki – rezerwat ścisły, florystyczny o powierzchni 1,73 ha, założony w 1950; murawy kserotermiczne
- Panieńskie Skały – rezerwat leśny i krajobrazowy o powierzchni 6,41 ha, założony w 1953; głębokie parowy wytworzone w lessie z licznymi skałkami o fantastycznych kształtach; fragment naturalnego lasu bukowego z domieszka dębu, sosny, grabu i jaworu
- Skałki Przegorzalskie – rezerwat ścisły, florystyczny o powierzchni 1,38 ha, założony w 1959; las mieszany z przewagą dębu i krzewów ciepłolubnych: leszczyn, tarnin, irg, berberysów, dzikich róż i in., murawy kserotermiczne

W zachodniej części wzniesień znajduje się erem i kościół kamedułów na Bielanach (na Srebrnej Górze), Kopiec Piłsudskiego (na Sowińcu) oraz krakowski ogród zoologiczny (na Pustelniku). We wschodniej części – Kopiec Kościuszki (na Sikorniku). Od lat 20. do 50. XX wieku funkcjonowały tutaj skocznie narciarskie.